# Hoshi wo Ou Kodomo
Hoshi wo Ou Kodomo (星を追う子ども lit. "Niños que siguen las estrellas"?) (Los niños que buscan voces perdidas en Latinoamérica y Viaje a Agartha en España) es una película japonesa de animación de 2010 creada y dirigida por Makoto Shinkai. Es el trabajo posterior a 5 centímetros por segundo. El film se describe como una película "animada" con aventuras, acción y romance centrada en una chica alegre y enérgica, que decide encaminar un viaje para decir "adiós". La película está basada en el mito de Orfeo y Eurídice. 
La película tuvo su estreno en cines japoneses el 7 de mayo de 2011, mientras que en DVD y en Blu-ray se estrenó el 5 de noviembre del mismo año. En España la película fue licenciada por Selecta Visión estrenándose el 12 de noviembre de 2013, mientras que en Latinoamérica fue emitida el 10 de noviembre de 2014 por HBO FAMILY con doblaje hecho en Colombia.

## Argumento
El padre de Asuna, antes de fallecer, le obsequia a su hija una radio de cristal un tanto peculiar. Con el transcurso de los años, Asuna se convierte en una niña que debe cumplir con todos los quehaceres domésticos, dado que su madre trabaja como enfermera y suele estar poco tiempo en casa. Asimismo, ha adoptado la rutina de, todas las tardes, subir a una pequeña colina cercana a su casa, para hacer uso de la radio de su padre, con la cual sintoniza extrañas melodías captadas únicamente por este aparato en particular.
Cierto día, mientras Asuna se dirigía a la colina, un monstruo la ataca y rescatada por un chico misterioso, que responde al nombre de Shun. Este joven procede de una dimensión paralela a la del mundo de Asuna, la cual es llamada Agartha. Shun fallece al poco tiempo de encontrarse con Asuna, razón por la cual esta, en sus ansias por volver a ver a su amigo, acude a su maestro, Ryuuji Morisaki, para poder encontrar la manera de entrar en el mundo mítico de Agartha.

## Personajes

### Principales[4]
- Asuna Watase (渡瀬 明日菜?): Seiyū: Hisako Kanemoto. Protagonista de la historia. Es una joven estudiante que fue forzada a desempeñar las tareas de su hogar y, junto con ello, a madurar rápidamente, luego de la muerte de su padre. Su madre trabaja como enfermera, por lo que suele estar poco tiempo en su hogar. Asuna visita todos los días una montaña cercana a su casa, en donde ha construido una especie de refugio, lugar en el que guardaba provisiones de comida y otros artefactos. Todas las tardes utiliza un cristal azul (clavis), dejado por su padre, para sintonizar melodías en una radio creada por el mismo. En dicho sitio conoce a Shun, un joven misterioso que se convertirá en su gran amigo. Luego de la muerte de aquel, decide emprender un viaje a la tierra de Agartha en compañía de su maestro del colegio, Ryuuji Morisaki.
- Shin Canaan Praeses (シン?): Seiyū: Miyu Irino. Hermano menor de Shun. Es un joven proveniente de la tierra de Agartha, quien fue adoptado, junto a su hermano mayor, por la tribu Canaan. Realiza diversas misiones para la tribu. Cuando cruza el portal para recuperar el clavis que Shun había dejado en el Exterior luego de morir, conoce a Asuna y la salva de los ataques de Arcángel, una organización secreta encargada de recopilar información de la tierra de Agartha. Posteriormente, la tribu Canaan le encomienda una nueva misión, la cual se vincula nuevamente con Asuna. En el camino irá cambiando, llegando a desobedecer las peticiones de su tribu, por el bien de Asuna.
- Ryuuji Morisaki (森崎 竜司?): Seiyū: Kazuhiko Inoue. Maestro suplente de la clase de Asuna. Trabajaba para Arcángel, con el objetivo de poder encontrar una entrada a Agartha. Una vez que la localiza, luego de capturar a Asuna y a Shin, traiciona a la organización y libera a sus rehenes. Su intención es llegar a Finis Terra, lugar en donde se halla el acceso a la Puerta de la Vida y la Muerte. Su deseo es pedirle a Dios que resucite a su esposa Risa.

### Secundarios[1][4]
- Shun Canaan Praeses (シュン?) Seiyū: Miyu Irino. Hermano mayor de Shin y amigo de Asuna. Le revela a Asuna que el motivo por el cual había arribado a su mundo, el Exterior, era porque debía ver "algo" y tenía que conocer a "alguien" y que ambas cosas ya las había realizado. Antes de morir, emite una última canción, la cual fue escuchada únicamente por Asuna por medio de la radio de cristal.
- Manna (マナ?): Seiyū: Rina Hidaka. Es una niña que fue secuestrada por la tribu de los Izoku, dada su naturaleza impura. No puede hablar.
- Mimi (ミミ?) Seiyū: Junko Takeuchi. Es un yadoriko que acompaña a Asuna durante su viaje.
- Abuelo de Manna: Seiyū: Tamio Ōki. Es un anciano maestro respetado de la aldea de los Amaurot. Su hija quedó embarazada de un hombre proveniente del Exterior, motivo por el que Manna, su nieta, es considerada una niña impura.
- Lisa (リサ?) Seiyū: Sumi Shimamoto. Es la esposa fallecida de Morisaki. Era una mujer enfermiza que fallece mientras su esposo se encontraba batallando en una guerra.
- Yuu Yazaki (矢崎 ユウ?): Seiyū: Yuuna Inamura. Compañera de clases de Asuna.
- Seri (セリ?): Seiyū: Kanae Itou. Joven proveniente de la aldea de Canaan. Era amiga de Shun y de Shin.
- Madre de Asuna: Seiyū: Fumiko Orikasa. Trabaja como enfermera. Pasa breves periodos en su hogar debido a su trabajo. A causa de esto, Asuna se siente sola la mayor parte del tiempo.
- Padre de Asuna: Seiyū: Takeshi Maeda. Fallece cuando Asuna era una niña.
- Señorita Ikeda: Seiyū: Risa Mizuno. Es la profesora de la clase de Asuna. Debido a su embarazo es reemplazada por Morisaki.

### Seres de Agartha
- Quetzalcóatl: Guardianes que protegen las entradas a Agartha. Antiguamente eran dioses que se dedicaban a guiar el camino de la raza humana. Con la evolución de los humanos, los dioses se volvieron innecesarios para los mismos, por lo que decidieron refugiarse bajo tierra, junto con un número de personas, para adoptar el rol de guardianes. Debido a la contaminación de la atmósfera, muchos de estos dioses han perdido la mayoría de sus sentidos.
- Yadoriko: Son animales en los que residen los hijos de los dioses. Son criados junto a los humanos. Luego de cumplir su propósito, se vuelven uno con los Quetzalcóatl.
- Izoku: Es una tribu maldita condenada a vivir en la oscuridad y a devorar a todas aquellas personas que contienen sangre impura. No pueden tocar la luz del sol ni el agua, ya que los quema.
- Canaan: Clan que descendió a Agartha en compañía de los Quetzalcóatl. Shun y Shin provienen de esta tribu. En el pasado era una esplendorosa ciudad.
- Amaurot: Clan que descendió a Agartha en compañía de los Quetzalcóatl. Manna y su abuelo provienen de esta tribu. E el pasado era una gran ciudad.
- Shakuna Vimana: Es un arca conducida por Dios que viaja por los cielos de Agartha. Puede ser invocada en las profundidades del Finis Terra, en la Puerta de la Vida y la Muerte si se ofrece un clavis. En dicho sitio, el arca adopta la forma del Dios de Agartha, una especie de humanoide gigante con centenares de ojos.

## Historia de Agartha
Luego del descenso de los Quetzalcóatl a Agartha, de acuerdo a las palabras del abuelo de Manna, esta fue acechada constantemente por personas de la superficie, entre ellos se hallaban reyes, soberanos, dictadores, quienes buscaban robar la sabiduría y las riquezas de aquel sitio. Por cientos de años generaron innumerables guerras que atrajeron la destrucción de varios lugares de Agartha. Con el fin de conservar lo poco que quedaba del lugar, la gente de Agartha decidió cerrar las entradas con clavis. 

## Banda sonora
Tenmon compuso la totalidad de las canciones presentadas en la película.
El ending del film se titula "Hello Goodbye & Hello" y es interpretado por Anri Kumaki.

## Premios y nominaciones
| Año  | Premio                                                | Categoría                      | Resultado |
| ---- | ----------------------------------------------------- | ------------------------------ | --------- |
| 2012 | Festival Internacional de Cine de Animación de Annecy | Sección oficial a largometraje | Nominada  |
| 2012 | 50° Festival Internacional del cine de Gijón          | Mejor película de animación    | Nominada  |
| 2012 | 45° Festival de Sitges                                | Mejor película de animación    | Nominada  |
| 2012 | Festival Internacional de Cine Fantástico de Bruselas | Golden Raven                   | Nominada  |